# Stara Gora pri Šentilju
Stara Gora pri Šentilju este o localitate din comuna Šentilj, Slovenia, cu o populație de 86 de locuitori.